# Lucia Kopsová
Lucia Fulka Kopsová (* 19. října 1986, Bratislava) je slovenská houslistka. V současnosti[kdy?] působí v komorním souboru Duo Teres.

## Umělecký profil
Studovala v letech 1997–2001 jako mimořádná žákyně, 2001–2005 jako řádná posluchačka na Konzervatoři v Bratislavě u Márie Karlíkové. V roce 2010 vystudovala hru na housle na Hudební fakultě Janáčkovy akademie múzických umění v Brně (v roce 2008 titul BcA., v roce 2010 titul MgA.), přičemž navazující magisterské studium absolvovala u Františka Novotného.
V uplynulých letech absolvovala bohatou koncertní činnost a účinkovala na mnoha festivalech. Zúčastnila se též mnoha interpretačních soutěží, na kterých získala významná ocenění. Na mezinárodní soutěži v Dolnom Kubíně získala v roce 1998 3. místo, v roce 1999 2. místo a v roce 2000 1. místo, Cenu Mladé hodnotící rady a Cenu primátora města Dolný Kubín. V roce 2002 byla semifinalistkou česko-slovenské soutěže Talent roku, v letech 2002 a 2004 získala na soutěži studentů slovenských konzervatoří 1. místo, v roce 2002 získala na Kociánově houslové soutěži čestné uznání, v roce 2004 na soutěži J. Muziky v Nové Pace 1. místo, v roce 2006 na mezinárodní soutěži Beethovenův Hradec 2. místo, v roce 2007 na mezinárodní soutěži Leoše Janáčka 2. místo a Cenu za nejlepší interpretaci houslového koncertu Antonína Dvořáka, v roce 2009 získala na mezinárodní soutěži Beethovenův Hradec 3. místo a v roce 2010 získala stipendium firmy Yamaha.
Jako sólistka spoluúčinkovala s orchestrem Slovenské filharmonie, Slovenského rozhlasu, Slovenským komorním orchestrem B. Warchala, orchestrem Capella Istropolitana, Archi di Slovakia, orchestrem Opavského divadla, Moravskou filharmonií, Košickou filharmonií a Brněnskou filharmonií. Spolupracovala s Komorním sborem Konzervatoře v Bratislavě, se kterým absolvovala turné po státech USA.
Koncertovala v různých městech Slovenska, v Česku, Maďarsku, Rakousku, Slovinsku, Německu, Holandsku a Švédsku. Absolvovala mistrovské kurzy u Jindřicha Pazdery, Václava Hudečka, Františka Novotného, J. Čižmaroviče, B. Kotmela, S. Yaroshevicha, E. Perényi, B. Matouška, M. Grabarczika. V dubnu 2006 se zúčastnila projektu Evropského mládežnického komorního orchestru v rakouském Grazu, který vedl člen vídeňských filharmoniků, houslista René Staar. V létě 2006 absolvovala měsíční turné po státech EU, jako členka Orchestru mladých EU, který dirigoval Vladimir Ashkenazy a Andrej Borejko. Uskutečnila nahrávky pro SRo (záznam z koncertů ze Slovenského rozhlasu, nahrávky pro soutěž New Talent).